# Klášter Chotěšov
Klášter Chotěšov je bývalý klášter premonstrátek v Chotěšově v okrese Plzeň-jih, který byl ve 13. století založen na vyvýšeném místě nad řekou Radbuzou. Nachází se 15 km od Plzně.

## Historie
Ženský klášter byl založen mezi lety 1202–1210 blahoslaveným Hroznatou na žádost jeho sestry a přesunula se sem část sester premonstrátek z kláštera v Doksanech. Po smrti Přemysla Otakara II. v roce 1278 byl klášter i s kostelem v témže roce vypleněn. Po opravě byl kostel roku 1282 znovu vysvěcen.

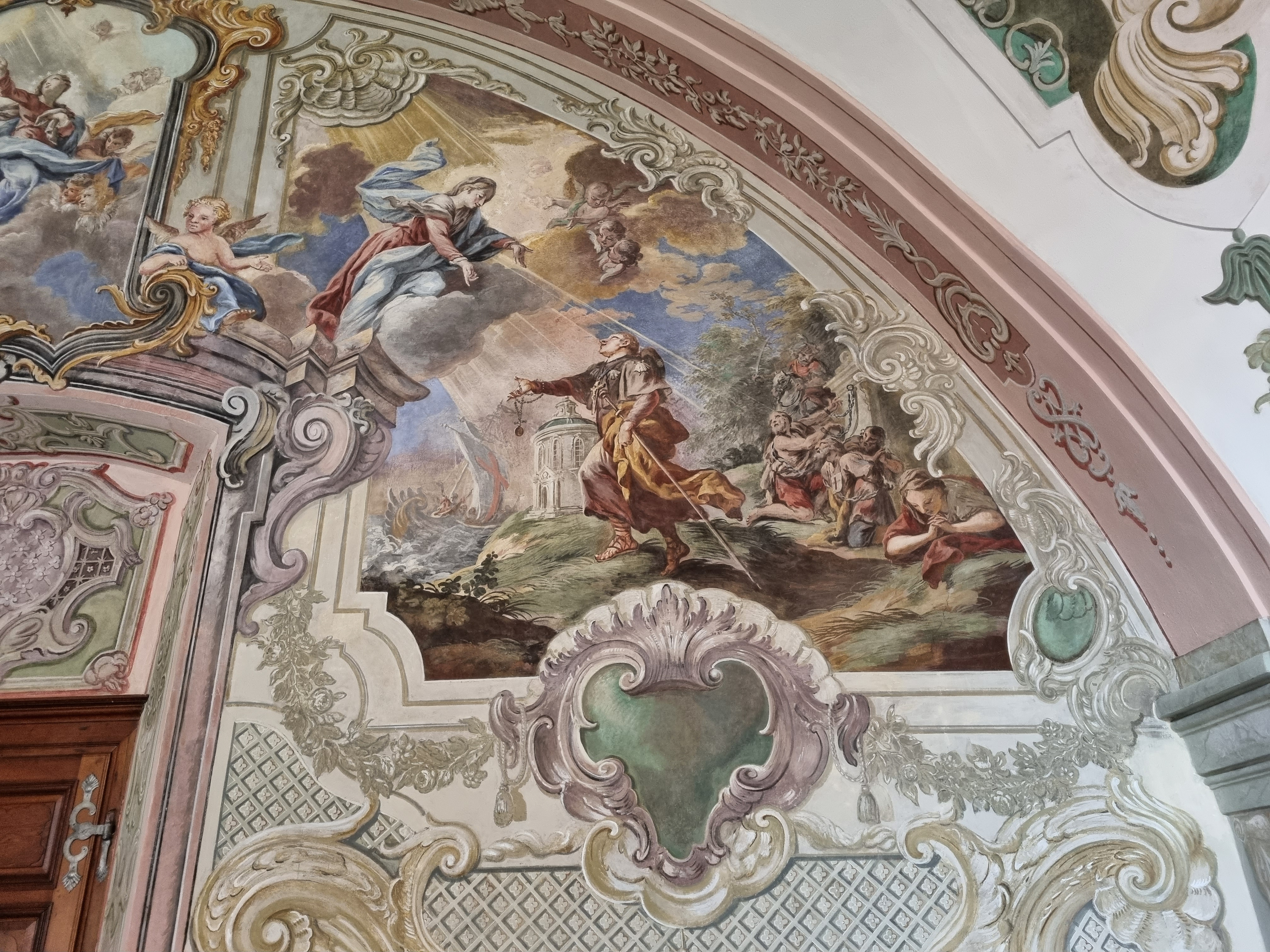
Freska znázorňující legendu o založení

Za vlády Karla IV. byl opraven konvent a klášter zažíval rozkvět – v jeho držení bylo například 56 vesnic a města Stod, Holýšov a Dobřany. Na počátku husitských válek došlo k dalšímu poboření a vypálení kláštera. Následná obnova trvala až do roku 1490.
V letech 1271–1339 získal chotěšovský konvent hospodářsky v litoměřické diecézi velmi výnosné zboží, jehož jádrem se staly Encovany na Litoměřicku. Přestože chotěšovský klášter toto zboží často zastavoval a od husitských válek až do roku 1498 byl statek dlouhodobě zastaven, zůstal v jeho držení až do roku 1563. V Encovanech vzniklo po roce 1511 dokonce letní sídlo chotěšovských premonstrátek. V postě roku 1533 však strahovský opat Jan zjistil při vizitaci takový pokles kázně, že po marných pokusech zavést opět disciplínu požádal tepelský opat, bezprostřední nadřízený chotěšovského konventu, přímo krále o zakročení. Po ukončení vyšetřování nařídil král Ferdinand I. Encovany roku 1543 zastavit a roku 1563 prodat. Tak zanikl majetek tohoto kláštera na území litoměřické diecéze.
V období vrcholného baroka byla roku 1756 dokončena čtyřkřídlá budova konventu, zřejmě podle projektu Jakuba Augustona. Autorem freskové výzdoby byl František Julius Lux.
Dne 22. března 1782 císař Josef II. klášter zrušil. Řádové sestry dostaly rentu a musely se vystěhovat. Klášter i se svými majetky byl poté předán do správy náboženského fondu.
V roce 1822 koupil Chotěšov i s panstvím od náboženského fondu kníže Karel Alexander von Thurn und Taxis z Řezna. Roku 1878 byla budova konventu pronajata sestrám vizitantkám vypovězeným z Porýní. Sestry obnovily klášterní komunitu a otevřely penzionát pro výchovu dívek.
V roce 1925 byl v rámci zákonů o pozemkové reformě majetek Thurn-Taxisům zkonfiskován a zůstaly jim jen klášterní budovy. Za druhé světové války byl v klášteře zřízen ženský starobinec, který dostaly sestry na starost. V roce 1950 připadl klášter armádě, která jej užívala až do roku 1973. V té době došlo k naprosté devastaci celého areálu kláštera. Část své základní vojenské služby si zde od roku 1963 odsloužil i písničkář Karel Kryl.
Klášter je přístupný veřejnosti a probíhají zde komentované i volné prohldíky. V barokním pavilonu je umístěno hasičské muzeum. V roce 2025 se veřejnosti výjimečně otevřely prostory kanalizačních štol pod klášterní budovou.

## Kronika událostí z let 1782–2011
- 22. 3. 1782 – na základě patentu Josefa II. ze 7. prosince 1781 byl ženský klášter v Chotěšově zrušen. 18. března 1782 se dostavil plzeňský hejtman von Widersperg, aby oznámil zrušení kláštera. Musel však skoro týden čekat, než dostal biskupské zrušení klausury.[5] Jeptišky (celkem 44 řádových sester) setrvaly v konventu až do 22. července 1782, kdy obdržely odstupné 200 zlatých. Poté si našly různá zaměstnání. Probošt páter Pavel Joseph Nowak dostal odstupné 4500 zlatých, zakoupil dům v Dobřanech, kde žil do roku 1797. Téhož roku bylo do správy Náboženského fondu předáno: 3 města, 39 obcí, 8 statků se všemi polnostmi, 5 mlýnů, 32 000 měřic lesa a 14 rybníků.[5]
- 1788 – číslování domů podle dekretu Marie Terezie z roku 1770. Klášter obdržel číslo popisné 1. V Chotěšově bylo zapsáno 82 domů.
- 1802 – byl zbořen poutní kostel sv. Kříže na Křížovém vrchu.[6]
- 1. ledna 1822 Chotěšovské panství zakoupil kníže Karel Alexander Thurn-Taxis z Regensburgu za 1 080 000 zlatých stříbrné měny.[5]
- 3. 9. 1837 – v klášterním dvoře vznikl požár, shořely 3 stodoly, sýpka, kolna na vozy, obydlí pro správce a dvě přilehlé věže k prelatuře. Požár se přenesl i na kostel sv. Václava, jenž byl od roku 1782 uzavřen a chátral. Vyhořela věž s krásnými hodinami a následně i druhá. Věže byly opatřeny měděnými plechovými střechami a pěknými zvony. Špička hořící věže nespadla naštěstí na budovu konventu, ale do dvora a zabořila se do země do hloubky jednoho sáhu.[7] Lomový kámen ze zříceného kostela byl téhož roku použit na stavbu velkého ovčína.[8]
- 1859 – na Křížové hoře byla zahájena stavba nového poutního kostelíka Tří sv. Janů. Dodatečně přistavěn hostinec.[6]
- 12. června 1878 – budova konventu byla pronajata sestrám řádu Navštívení Panny Marie vypovězeným z Porýní, z německého Moselweissu (dnes předměstí Koblenze). Sestry obnovily klášterní komunitu a otevřely pensionát pro výchovu dívek. Tuto rodinnou školu navštěvovaly dívky z bohatých rodin, které se zde vzdělávaly v cizích jazycích a dalších středoškolských předmětech.[7]
- 1900 – na Křížovém vrchu byla postavena Křížová cesta.[6]
- 24. 10. 1901 – byl vysvěcen kostel Nejsvětějšího Srdce Páně, který byl přistavěn ke konventu podle plánů chebského architekta Adama Haberzettla.[7]
- 17. 10. 1911 – v zahradě pod klášterem vysvěcena socha Krista z bílého mramoru ke třísetletému výročí založení řádu Navštívení Panny Marie francouzským biskupem sv. Františkem Saleským.[6]
- 2. 2. 1919 – slavnostní otevření české soukromé matiční školy v Chotěšově. Přihlásilo se 195 českých dětí. Dvě třídy a byty učitelů byly umístěny v severovýchodní části konventu, dvě třídy v německé škole.[7]
- 1925 – na základě zákonů o první pozemkové reformě byl majetek Thurn-Taxisů zkonfiskován. Dvory byly dílem prodány městu Plzni, dílem pachtýřům. Pouze historicky cenné klášterní budovy byly ponechány dosavadnímu majiteli.[7]
- 1927 – ke kostelíku na Křížové hoře přistavěna sakristie.[6]
- 1. 9. 1928 – začalo vyučování v nově postavené české škole čp. 388. Původní matiční škola v klášteře byla zrušena.[7]
- 1931 – ke kostelíku na Křížové hoře přistavěna věž.[6]
- 1937 – sestry od Thurn-Taxise za symbolickou cenu odkoupily konvent s přilehlými budovami a zahradami.[9]
- Říjen 1938 – činnost řádové školy a penzionátu byla v důsledku válečných událostí ukončena. Chotěšov byl jako součást Sudet přivtělen k Říši.[7]
- 1941 – během války byl v klášteře zřízen ženský starobinec, který dostaly sestry na starost. Kromě toho bylo v jednom křídle ubytováno 200 totálně nasazených dívek, které pracovaly v okolních muničních továrnách.[7]
- 1945 – 24. 5. vydal Zemský národní výbor v Praze výnos č.105ú45, jímž pověřuje Charitu převzít německé sociální ústavy do své správy a dosadit do nich české vedení.[7] 28. 5. se stala představenou kláštera Sr. Marie Josefa Štruncová. Pod vedením Státní památkové správy v Plzni došlo k výměně oken na prelatuře, oplechování báně nad kaplí v prelatuře a dalších bání.[7]
- 1946 – bylo vysídleno neboli odsunuto německé obyvatelstvo. Asi 23 řádových sester německé národnosti odvezli američtí vojáci již v roce 1945. O provoz starobince pečovalo asi 22 zbylých českých řádových sester.[7]
- 31. července 1950 – sestry a starobinec byly vystěhovány do Litoměřic a do celého kláštera se nastěhovala Československá armáda.[7]
- 1956 – v konventu dokončena stavba kotelny na ohřev teplé vody.
- 1957 – provedena výměna tašek na konventu.
- 1958 až 1959 provedeno oplechování obou věží nad kostelem a obou kalichů nad konventem.[7]
- 1967 – vrchol Křížové hory obsadila armáda a využívala jej k protiletecké obraně.[6]
- 1973 – když 22. 3. armáda objekt opustila, vyzněl její pobyt přiznáním 10milionové škody, která nebyla nikdy uhrazena.[10] V červnu hodlala Výpočetní a kontrolní ústředna spojů zřídit v přízemí konventu výpočetní stanici, proto do sálů začali stěhovat děrnoštítkové stroje. Jelikož však neobdrželi příděl pracovních sil, bylo stěhování zastaveno.[11] Činnost se omezila jen na skladování poštovních platebních ústřižků. Definitivně se VAKUS vystěhoval 31. prosince 1994.
- 1976 – v obytné budově vedle barokního pavilonu byl zřízen pobočný sklad knih pro Studijní a vědeckou knihovnu v Plzni. Bylo zde uskladněno asi 1700 m knih. Sklad byl vystěhován v roce 1990.[12]
- 1977 – závod Obráběcí stroje Škoda Plzeň měl pronajaty sklady v hospodářských budovách u silnice na skladování nadnormativních zásob. (Škodovka se vystěhovala r. 1994)
- 1990 – k 1. 1. přešel klášter do správy podniku Restaurace a jídelny Liberec, který začal opravovat střechu konventu.[7] 4. 11. vypukl na střeše požár. Způsobili ho zřejmě pokrývači, kteří ten den pracovali na střeše.[7] V témže roce došlo i k sejmutí fresky.[13]

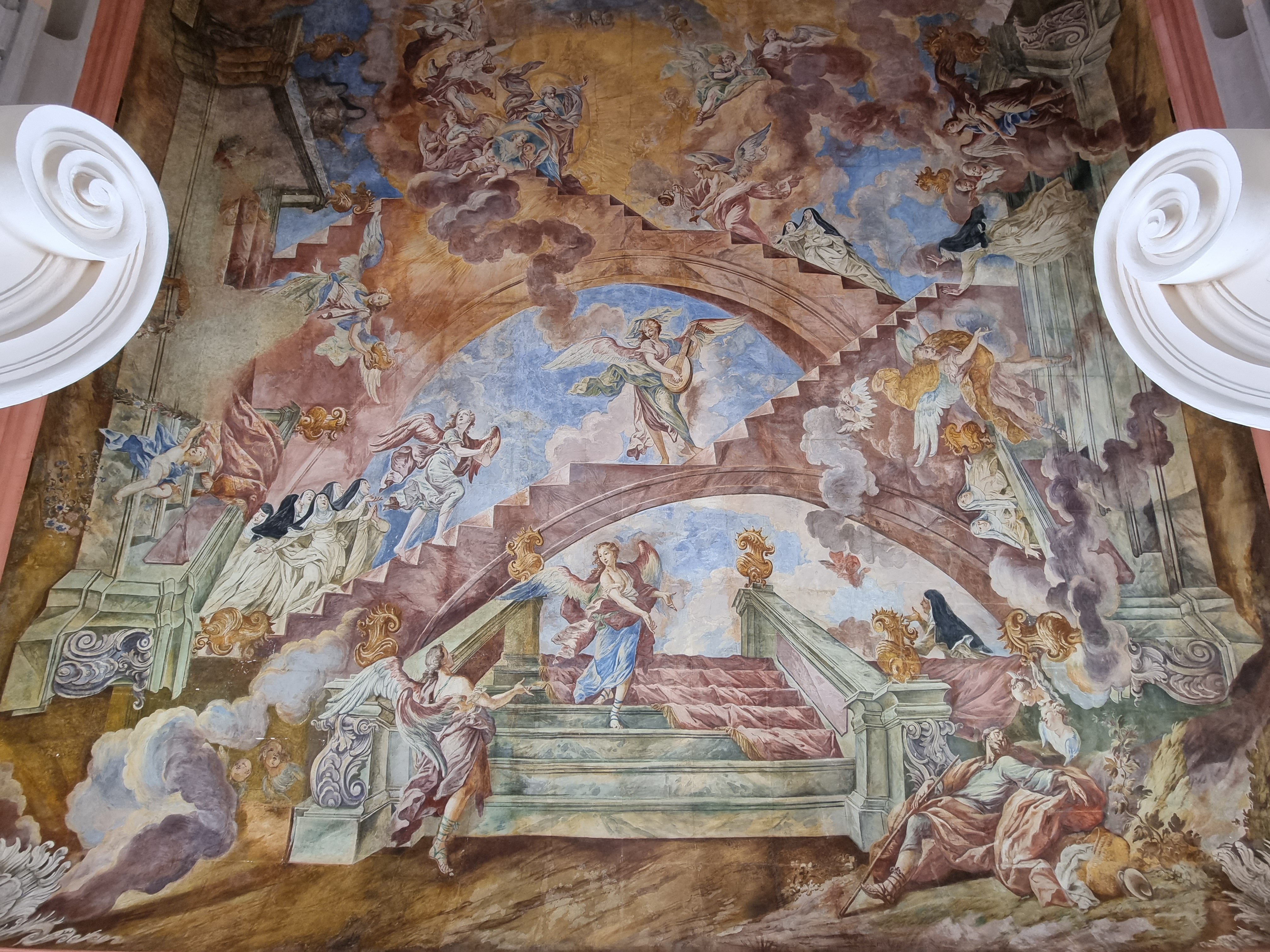
Nástropní freska Putování řeholnic k Bohu nad hlavním schodištěm od Františka Julia Luxe

- 1991 – k 1. 1. přešel celý klášter na základě zákona o obcích č.172/1991 Sb. do majetku obce Chotěšov.[7] 1. 8. byla na základě zákona o navrácení majetku řádům a kongregacím č.338/1991 Sb. vrácena sestrám řádu Navštívení Panny Marie ta část kláštera, kterou v roce 1937 od Thurn–Taxise odkoupily.[7][14] Sestry žijící v Chlumci u Ústí nad Labem pověřily správou svého majetku akciovou společnost Christiana Praha[7] 28. 5.: Odborným sejmutím nástropní fresky nad hlavním schodištěm zahájily Státní restaurátorské ateliery Praha desetiletou práci na záchranu cenné fresky od Františka Julia Luxe.[7]
- 1992 22. 10. – skutečnost, že o objektu v Chotěšově rozhoduje akciová společnost v Praze, vedla 17 občanů z Chotěšova k rozhodnutí založit jako protiváhu „Dobrovolný aktiv na záchranu kláštera Chotěšov“.[6] Probíhala demontáž starého stropu fresky a oprava střechy nad prelaturou.[6][13]
- 1993 – dvě boční věže prelatury bez bání byly překryty rovnou plechovou střechou.[6]
- 1994 – dobrovolníci založili v klášteře muzeum. Zanikla a. s Christiana Praha a správu řádového majetku bezplatně převzala obec Chotěšov. Došlo též k volbě nového vedení nadace a k jejímu přesídlení do Chotěšova. V květnu byla dokončena oprava vstupní brány do kláštera a brána byla osazena kovovými vraty se znakem kláštera.[6] Probíhala též oprava krovu konventu nad freskou.[13] 31. 12. byla ukončena nezdařená jednání prodat klášter různým zájemcům za symbolickou cenu 1 Kč.[6]
- 1995 – „Dobrovolný aktiv“, který byl organizací bez právní subjektivity, začal z rozhodnutí obecní rady od 1. 1. pracovat pod názvem „Komise péče o kulturní památky a věci církevní“. 1. března opustila armáda Křížovou horu[7] V tomto roce probíhala oprava střešní krytiny nad freskou.[13] Dvě ozdobné báně z konventu, sejmuté v roce 1991, byly nahrazeny novými měděnými. Do opravené báně bylo vloženo pouzdro s důležitými dobovými dokumenty. Na obecním hřbitově byl zbudován památník chotěšovskému rodákovi architektu Františku Xaveru Margoldovi. Obec také odkoupila pozemek se sochou Panny Marie a v následujícím roce ji akademický sochař Jaroslav Šindelář z Plzně restauroval.[7]
- 1996 – kromě opravy sochy Panny Marie probíhaly práce na novém stropě pro fresku, rozkreslení fresky, oprava schodišťové haly pod freskou.[13]
- 1997 – dokončení nového stropu pro fresku, oprava schodišťové haly, tepelná izolace fresky, zahájeno restaurování fresky.[13]
- 17. 4. 1998 – uskutečnila se schůze Nadace kláštera Chotěšov, jež se na základě nového zákona transformovala do občanského sdružení. Občanské sdružení „Klášter Chotěšov“ bylo registrováno k 12. 5. V říjnu našli dělníci při opravě střechy nad kapitulní síní v římse zazděnou mramorovou náhrobní desku s datem 1601.[7]
- 1999 – dokončeno osazení fresky.[13]
- 2000 – tmelení spár a fixáž fresky, instalace osvětlení, oprava omítek schodiště.[13]
- 2001 – oprava střechy nad freskou, osazení kovaného zábradlí, čistění a konzervace fresky, demontáž lešení, vymalování schodišťové haly[13] 22. 6. byla slavnostně odhalena restaurovaná freska.[15]
- 2002 – oprava krovů, střech a komínů na jihu, východu a nad kostelem, umělecko-historický pasport, dokončení výmalby schodiště, prosklené dveře k fresce.[13] V letních měsících byla restaurována socha Krista v klášterní zahradě.[7] 4. 9. došlo darovacími smlouvami k výměně nemovitostí mezi řádem a obcí. Konvent s atriem přešel na obec, bývalý lesní úřad se zahradou přešel na řád. Řádové sestry se vzdaly svého majetku a darovaly plzeňskému biskupství bývalé zahradnictví pod klášterem a bývalý lesní úřad se zahradou.[16]
- 2003 – v období od roku 2003 do 2008 probíhala oprava krovů, střech a komínů.[13] V srpnu byla dokončena rekonstrukce hřbitova jeptišek.[6]
- 2004 – uskutečnila se oprava sociálního zařízení,[13] klášter byl zařazen mezi 100 nejohroženějších památek světa.[6]
- 2005 – dokončena oprava sociálního zařízení, sponzoři Pivovar Prazdroj a Spolek právovárečníků financovali opravu hlavního vstupního schodiště do konventu.[13]
- 2006 – 4 nová okna do kapitulní síně, oprava historické kanalizace štola.[13]
- 2007 – 2 nová okna do kapitulní síně, oprava vstupního kamenného portálu, restaurování vchodových dveří, oprava chodby u vchodu, oprava prosklených dveří s lunetou.[13]
- 2008 – 17. 9. prodalo Biskupství plzeňské bývalý lesní úřad se zahradou.[17] 14. 10. pak prodalo i bývalé zahradnictví s domem.[18] Bylo osazeno 23 nových oken do chodby v 1. patře konventu, oprava historické kanalizace, restaurování dveří do kapitulního sálu.[13]
- 2010 – 1. 6. byl klášter zařazen mezi národní kulturní památky. 12. 6. Slavnostní koncert k jubileu 800 let založení kláštera, 400 let založení řádu Navštívení P. Marie, 100 let postavení sochy Krista.
- 2011 – opravy barokního pavilonu (střecha, krov, vyvezení suti), během nich byly nalezeny dvě historické knihy; oprava fasády pěti polí západního rizalitu; dokončena oprava vitráží ve farním kostele.
- 2020 – velká rekonstrukce jižního křídla konventu, nová muzejní expozice a výstavní sály, lapidárium originálů pískovcových soch z Plzeňského kraje

## Jména a doba působení jednotlivých proboštů
1. Zdislav 1227–1249
2. Gothard 1249–1266
3. Mirek 1266–1271
4. Miroslav 1271–1298
5. Konrád 1298–1303
6. Vyšemír 1303–1310
7. Žibřid (Siegfried)1310–1312
8. Pernold 1312–1326
9. Petr I. 1326–1354
10. Jan I. 1354–1363
11. Ješek 1363–1368
12. Oldřich 1368–1380
13. Hartmann 1380–1384
14. Sulek 1384–1412
15. Hynek 1412–1423
16. Petr II. 1423–1431
17. Václav 1431–1453
18. Jiří I. Plotner 1453–1481
19. Tristram 1481–1492
20. Erhard Mügler 1492–1504
21. Klement 1504–1519
22. Zikmund Gürl 1519–1521
23. Matěj I. 1521–1549
24. Havel 1549–1552
25. Jan II.Muth 1552–1558
26. Adam I. Hasler 1558–1585
27. Matěj II. Herold 1585–1588
28. Vavřinec Kastl 1588–1593
29. Jiří II. Scheitler 1593–1598
30. Adam II. Rudrisch 1598–1633
31. Pavel I. Herold 1633–1639
32. Zachariáš Bandhauer 1639–1657
33. Vojtěch Pelletz 1657–1666
34. Michael Kastl 1666–1698
35. Ondřej Fabricius 1698–1706
36. Dominik Peterka 1706–1736
37. Kryštof Schmidl 1736–1761
38. Siard Pfeifer 1761–1779
39. Pavel II. Novák 1779–1782

## Správní úřad – tzv. Lesovna
Budova správního úřadu chotěšovského kláštera je postavena na obvodu klášterního dvora, v jeho jižní části. Je to obdélná patrová stavba s podélnou osou ve směru jihovýchod – severozápad, jež kdysi sloužila pro správu panství ve vlastnictví kláštera. Na severozápadní štítové průčelí navazuje užší přístavek, v němž bývala brána, jíž se kdysi vstupovalo do kláštera. Kolmo na něj je napojen přístavek schodiště do patra a vně přístavků navazují sklepy.
Lesovnu nechal spolu s klášterní bránou, věží a stodolou postavit u severozápadní zdi někdy kolem roku 1660 probošt Vojtěch Pelletius (1657–1666). V té době se klášter těšil plnému rozkvětu a blahobytu.
Jedná se o stavbu zděnou převážně z kamenného zdiva, která je částečně podsklepena a zastřešena sedlovou střechou. Jihovýchodní průčelí má strmou valbu, střešní krytinu tvoří tašky bobrovky. Lesovna prošla v 19. století stavebními úpravami. Objekt původně sloužil jako hospodářská a správní budova, po roce 1782 v něm sídlil lesní úřad panství, dále zde byl šenk a byty. Od roku 2009 probíhá její celková rekonstrukce.
S objektem souvisí i rozlehlá klášterní zahrada. Vstupuje se do ní v západní části branou z veřejné komunikace. Podle veduty z roku 1734, jež zachycuje renesanční, či spíše raně barokní podobu kláštera, bývala tomto prostoru vinice. Po zrušení kláštera koncem 18. století byla plocha zahrady oddělena. Dnes v ní rostou staré ovocné stromy.

## Spolky
| Rok  | Počet návštěvníků |
| ---- | ----------------- |
| 2015 | 6 217             |
| 2016 | 4 988             |
| 2017 | 5 290             |

Spolky, jež se podílejí na obnově památky a kláštera Chotěšov:
- Obecně prospěšná společnost: Brána Kláštera Chotěšov (původně Klášter Chotěšov – Lesovna); založeno: 2009
- Správa kláštera premonstrátek v Chotěšově, z.ú.
- Spolek (původně občanské sdružení): Klášter Chotěšov
- Občanské sdružení: Klášterní zahrada
- Občanské sdružení: Chotěšovská vlna, pořadatel benefiční akce Večer pro klášter Chotěšov[20]

## Klášter ve filmu
V klášteře se natáčely některé scény následujících filmů a seriálů (uvedený rok je rokem uvedení, nikoliv natáčení):
- Žert (1968, režie Jaromil Jireš)[21]
- Dobrodružství kriminalistiky, druhý díl seriálu nazvaný Jed (1989, režie Antonín Moskalyk)
- Celý muž (1997, režie Alois Ditrich)
- Bez rodiny (Sans famille, 2000, režie Jean-Daniel Verhaeghe, koprodukce Francie, Česko, Německo)
- Andělská tvář (2001, režie Zdeněk Troška)
- Česká spojka (2002, režie Joel Schumacher)
- Ruiny (natáčeno 2004, studentský film, režie Urša Žgank)
- D´Artagnan a tři mušketýři (D'Artagnan et les trois mousquetaires, 2005, režie Pierre Aknine, koprodukce Francie, Kanada, Česko, Velká Británie)
- Zjevení (Revelations), seriál (2005, koprodukce USA, Česko)
- 3 sezóny v pekle (2009, režie Tomáš Mašín, koprodukce Česko, Slovensko, Německo)
- Královská aféra (2012, režie Nikolaj Arcel, koprodukce, Dánsko, Švédsko, Česko)
- Muž, který se směje (L'Homme qui rit, 2012, režie Jean-Pierre Améris, koprodukce Francie, Česko)
- Tři mušketýři (The Musketeers), šestý díl druhé řady Zatmění Slunce  (2015, režie Andy Hay, Velká Británie)
- Poslední rytíři (Last Knights, 2015, režie Kazuaki Kirija)
- Borgiové (The Borgias), seriál (koprodukce Kanada, Irsko, Maďarsko)
- Kurýr (Le transporteur – la série), seriál (koprodukce Kanada, Francie, USA, Německo)
- Satisfakce 1720 (2016, režie Henrik Ruben Genz, koprodukce Dánsko, Norsko, Švédsko, Česko)
- Mordparta, 3. díl druhé série Klášter (2017, režie Peter Bebjak)
- Zraněná srdce (The Aftermath, 2019, režie James Kent, koprodukce Velká Británie, USA, Německo)
- Balada o pilotovi (2018, režie Ján Sebechlebský)
- Lovec, 7. díl (Darius) a 8. díl (Lov) seriálu (2024, režie Jiří Strach, koprodukce Česko, Slovensko)